# Palárikovo
Palárikovo (till 1948 slovakiska: Slovenský Meder; ungerska: Tótmegyer) är en kommun i regionen Nitra i sydvästra Slovakien. Palárikovo, som för första gången nämns i ett dokument från år 1248, hade 4 328 invånare år 2013.